# Euripus robustus
Euripus robustus är en fjärilsart som beskrevs av Wallace 1869. Euripus robustus ingår i släktet Euripus och familjen praktfjärilar. Inga underarter finns listade i Catalogue of Life.